# Peter Hänsel
Peter Hänsel (Leppe, Silèsia prussiana, 29 de novembre de 1770 - Viena, 18 de setembre de 1831) fou un compositor i violinista austro-alemany.
Als disset anys ja era violí de l'orquestra del príncep Potemkin a Sant Petersburg i després desenvolupà altres càrrecs en la cort.
Com a compositor es distingí per la seva fecunditat i elegància d'estil, encara que no per l'originalitat, deixant 55 quartets, 4 quintets i 5 sextets per a instruments d'arc; 15 duos per a violins i nombroses obres per a piano i violí.